# Ozarba apicata
Ozarba apicata là một loài bướm đêm trong họ Noctuidae.